# Гонсало Лопес-Фаберо
Гонсало Лопес-Фаберо (ісп. Gonzalo López-Fabero; нар. 29 травня 1970) — колишній іспанський тенісист.
Найвищу одиночну позицію світового рейтингу — 169 місце досяг 1 травня 1995, парну — 458 місце — 1 травня 1995 року.

## Титули на челленджерах

### Одиночний розряд: (1)
| Рік  | Турнір           | Покриття | Суперник   | Рахунок  |
| ---- | ---------------- | -------- | ---------- | -------- |
| 1994 | Севілья, Іспанія | Ґрунт    | Паоло Кане | 6–4, 7–6 |